# Couvent de Schwarzhofen

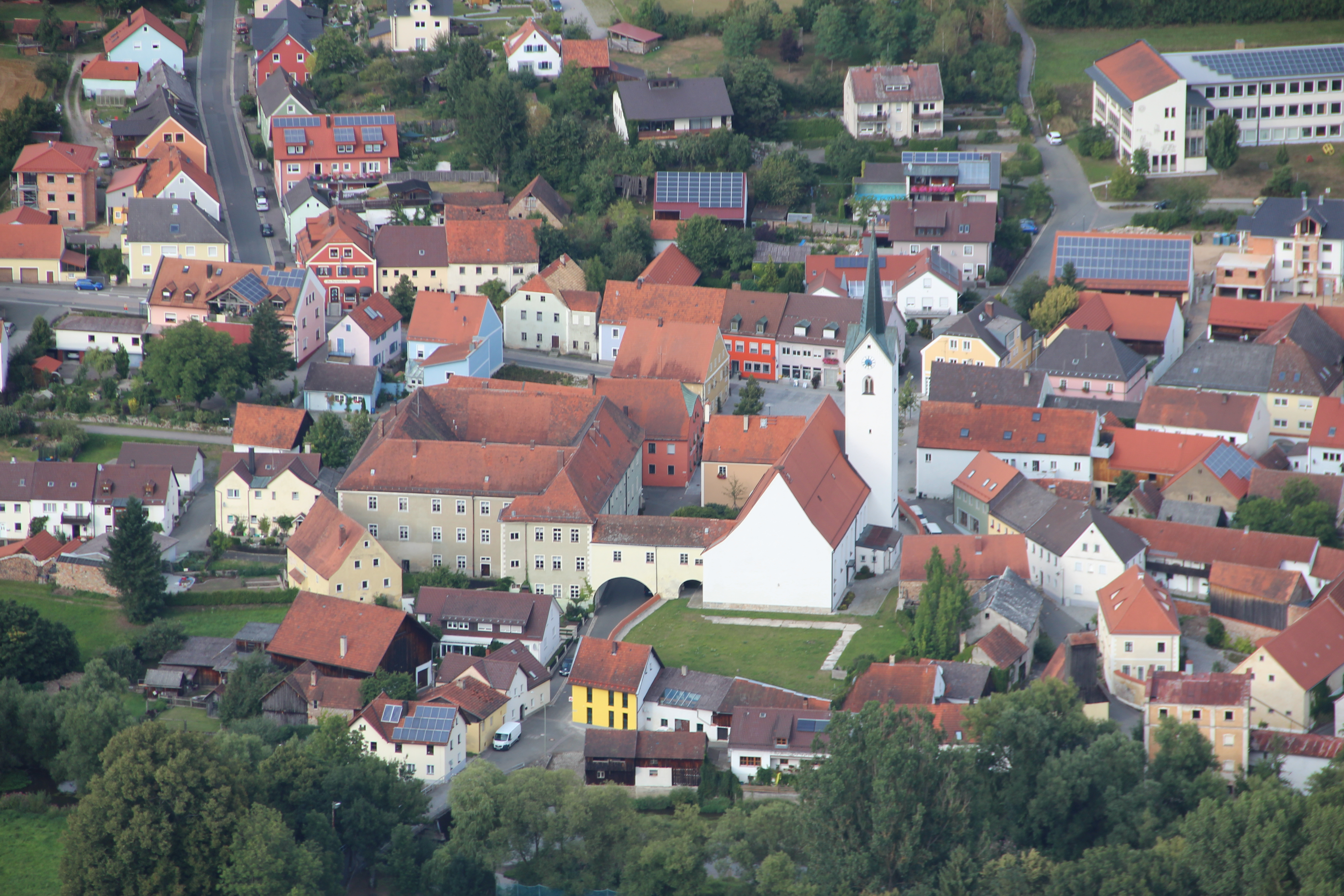
Vue aérienne (2012).

Le couvent de Schwarzhofen (Kloster Schwarzhofen) est un ancien couvent de dominicaines situé à Schwarzhofen en Bavière dans le diocèse de Ratisbonne.

## Histoire
La fondation du couvent est le fait d'un groupe de femmes pieuses de Ratisbonne qui se sont réunies vers 1230 pour former le couvent de la Sainte-Croix dans cette ville. Le comte Henri Ier d'Ortenburg leur donne la paroisse en 1237 pour qu'elles disposent d'une église. En arrière-plan, la comtesse Jutta d'Ortenburg, qui est appelée «fundatorix» dans la nécrologie des sœurs dominicaines de Ratisbonne, contribue à leur implantation. Les descendants d'Henri confirment le don à plusieurs reprises et, dans un document d'Ortenburg de 1268, ils permettent aux fidèles de faire don de terres au monastère. Dans ce document, ils se sont identifiés ainsi que leurs ancêtres comme les fondateurs du monastère. On peut donc supposer que le monastère a été construit vers 1240 par les comtes Rapoto IV et  Diepold d'Ortenburg-Murach. En 1260, une première prieure est élue au couvent de Walderbach du nom de Dicmunde et un certain nombre de dominicaines travaillant à Schwarzhofen sont mentionnées ; mais la prieure, elle, est soumise à la prieure de Sainte-Croix de Ratisbonne («subieta»). En conséquence, le couvent de Schwarzhofen n'apparaît pas dans les documents médiévaux. Le comte Rapoto IV d'Ortenburg permet en 1285 aux religieuses envoyées de Ratisbonne de retourner à Ratisbonne à tout moment. Cela est interprété comme une conséquence de la première destruction du couvent pendant les campagnes du roi de Bohême Ottokar II. Avec cela, la vie monastique à Schwarzhofen s'éteint donc pendant quatre siècles, les moniales dominicaines restent au couvent de Sainte-Croix et Schwarzhofen est d'abord occupé par un frère laïc, puis par des administrateurs séculiers.

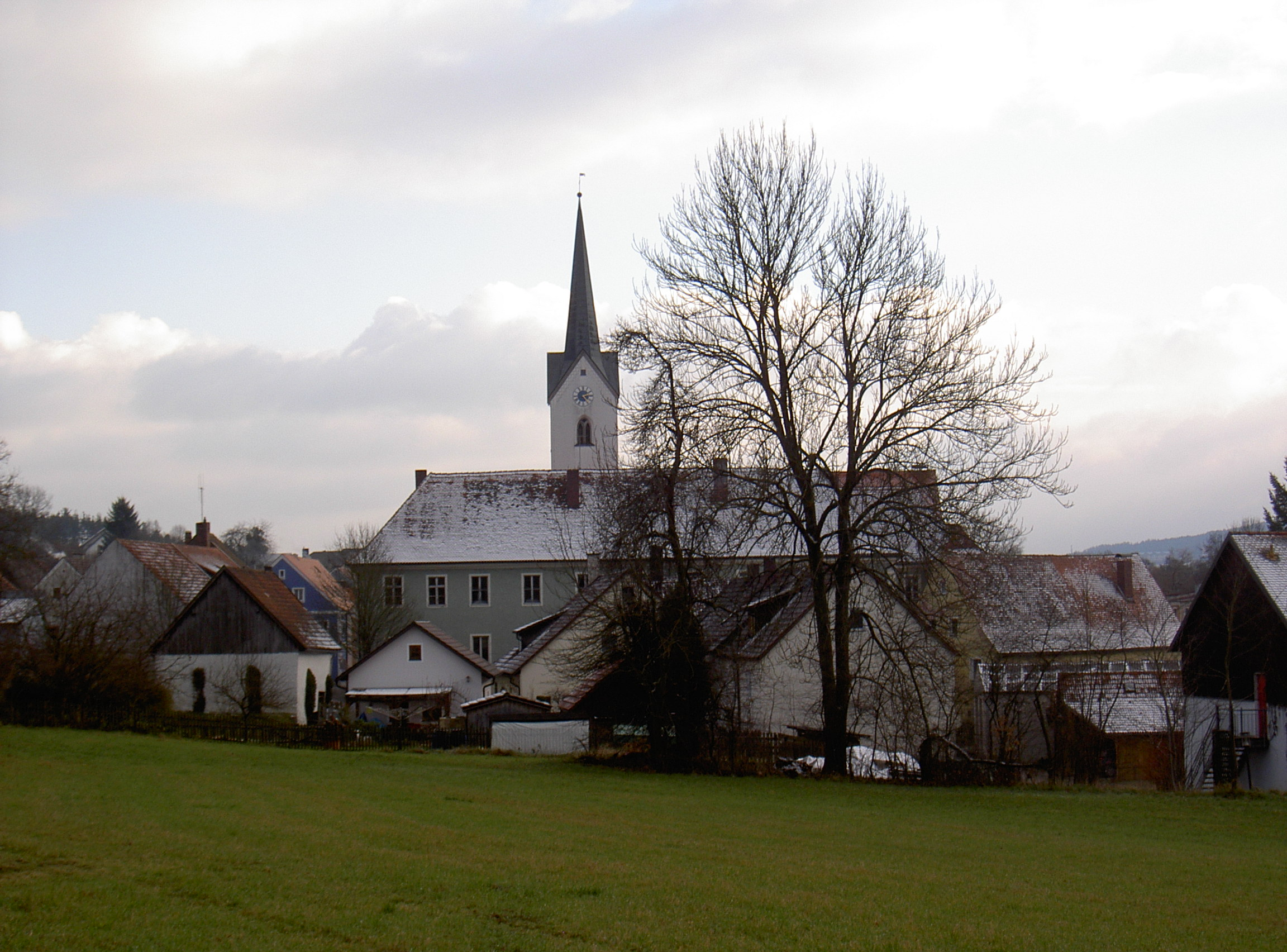
Le couvent de Schwarzhofen

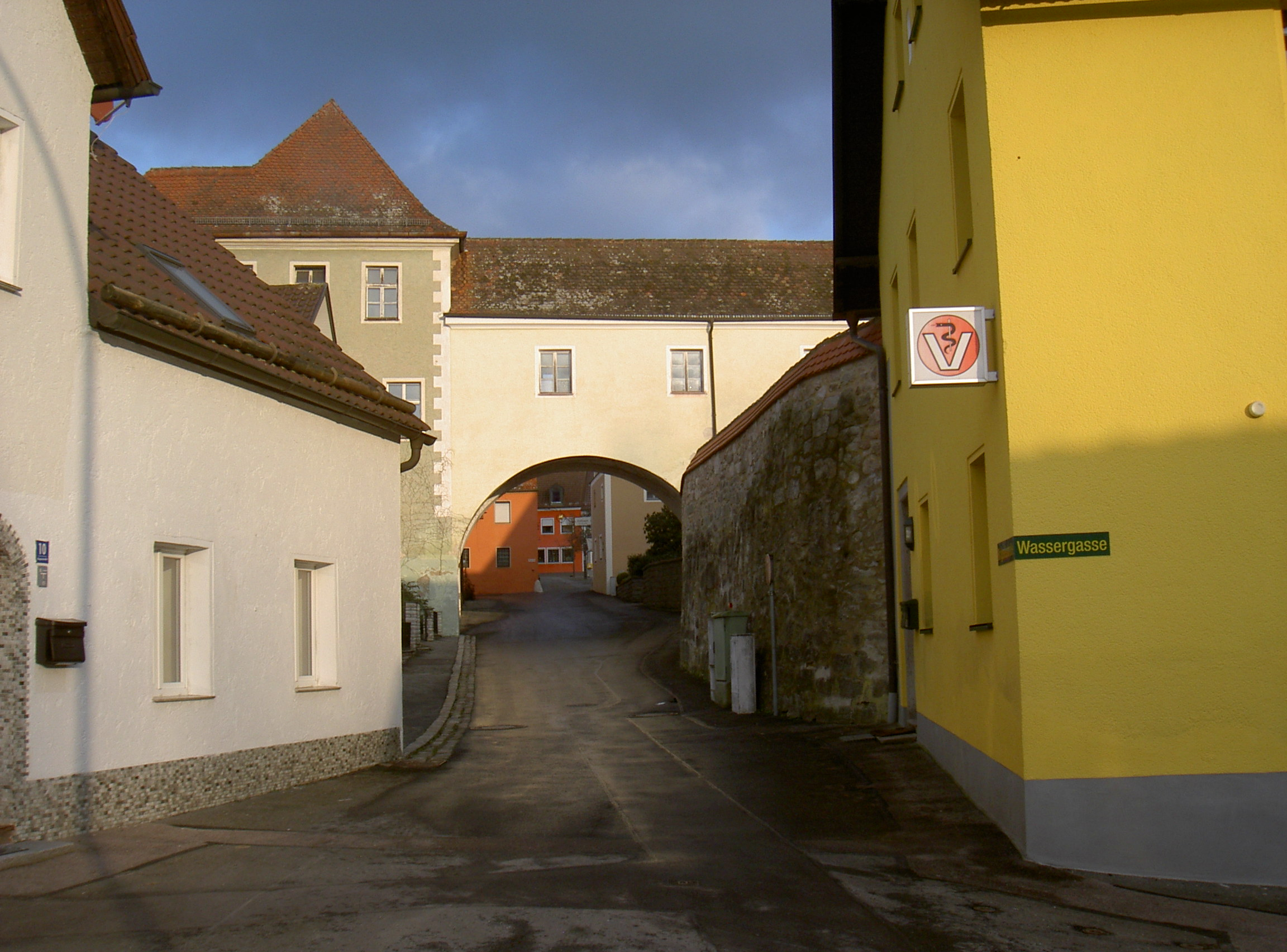
Le couvent de Schwarzhofen

## Refondation du couvent
En 1691, les dominicaines décident de rétablir leur filiale de Schwarzhofen. Au total, cinq dominicaines sont envoyées à Schwarzhofen et la construction du nouveau monastère commence. commencé. Il est inauguré solennellement en 1702. Il est d'abord dirigé par une prieure vicaire. La deuxième prieure vicaire est Benedicta Teresia Garzweilerin (1637-1712). Ensuite une prieure est élue, également en signe de séparation de la maison mère de Ratisbonne. En 1712, le couvent compte déjà vingt moniales de chœur et sœurs converses. Après une crise financière, le couvent est placé sous l'administration du gouvernement d'Amberg. Bien qu'une partie des dettes ait été remboursée à nouveau (l'achat ruineux du château de Schwarzeneck en 1756 a été annulé en 1774), il n'est pas clair de savoir si toutes les dettes étaient entièrement remboursées au moment de la sécularisation. 
En 1802, le couvent est sécularisé. Quinze dominicaines sont donc renvoyées.
L'église, les bâtiments monastiques, le jardin du couvent et l'infirmerie sont vendus. Les bâtiments sont achetés par Frau Zeugerin, commerçante et entrepreneuse de Schwarzhofen. L'église est désacralisée puis démolie dans les années suivantes. En 1836, les Pauvres sœurs des écoles de Notre-Dame décident de s'installer à Schwarzhofen et utilisent les bâtiments restants pour ouvrir une école de filles.  

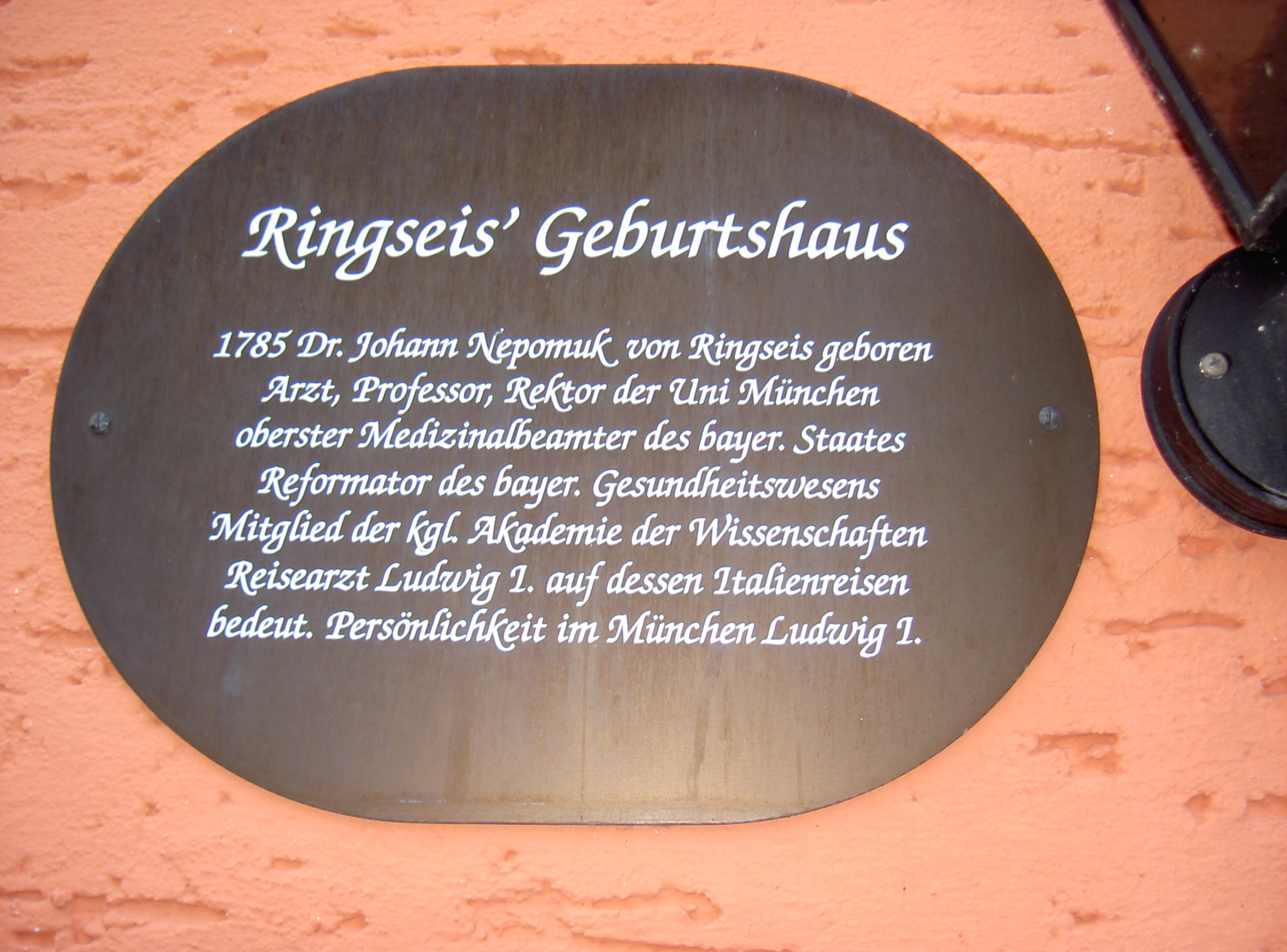
Plaque sur la maison natale de Johann Nepomuk von Ringseis.

Dans une partie des bâtiments, le Dr Johann Nepomuk von Ringseis ouvre une maison de retraite au XIXe siècle.